# 梁氏墓群
梁氏墓群，位于山东省泰安市东平县老湖镇东部梁林村西侧，是中华人民共和国山东省文物保护单位之一。
1977年12月23日，授予山东省文物保护单位，是一座古墓葬群。

## 安葬于梁氏墓群者
- 梁维忠，太平军节度判官
- 梁灏，梁维忠之孙，“父子状元”之父
- 梁固，梁灏长子，“父子状元”之子
- 梁适，祖孙三丞相之一
- 梁子美，祖孙三丞相之一
- 梁焘，祖孙三丞相之一
- 其他梁氏后人